# Polifemo (argonauta)
Polifemo (in greco antico: Πολύφημος?, Polúphemos) è un personaggio della letteratura greca antica. Compare nelle Argonautiche di Apollonio Rodio, come partecipe della spedizione argonautica alla ricerca del vello d'oro.

## Biografia

### Gioventù
Nel catalogo degli argonauti, presente nel primo libro del poema: si dice che suo padre è Elato, proveniente da Larissa, località tessala. Da giovane si scontrò gloriosamente contro i centauri, essendo alleato dei Lapiti.

### Spedizione argonautica
Nella spedizione argonautica è però già abbastanza anziano. Egli è il testimone uditivo della scomparsa di Ila, di cui sente il grido disperato in Misia, per poi cercarlo ed avvertire Eracle, che lo sostiene nella ricerca. Durante questa la nave Argo parte e, pur sempre per volere divino, rimane a terra con Eracle e lo scomparso Ila. Successivamente fonda in Misia una città e parte alla ricerca degli Argonauti, per ricongiungersi a loro, ma muore presso il popolo dei Calibi.